# Asobara natalensis
Asobara natalensis (лат.) — вид паразитических наездников рода Asobara из семейства Braconidae (Alysiinae, Hymenoptera). Название происходит от имени места, где в 1926 году была обнаружена типовая серия (Natal, Van Reenen Drakensberg).

## Распространение
Африка: ЮАР.

## Описание
Длина около 2 мм, переднее крыло до 2,3 мм. От близких видов отличается пропорциями тела, особенностями жилкования крыльев. Усики 22-члениковые у самок.  Основная окраска тела коричневая. Жвалы крупные, простые, с 3 зубцами. Верхний зубец жвал широкий; средний зубец широкий и короткий; нижний зубец широкий. Передняя тенториальная ямка находится вдали от края глаз. Предположительно паразитируют на представителях отряда двукрылые.

## Систематика
Вид Asobara natalensis был впервые описан в 2019 году испанским гименоптерологом Франсиско Хавьером Перис-Фелипо (Francisco Javier Peris-Felipo, University of Valencia, Paterna, Испания) по материалам из Африки.